# Sagån

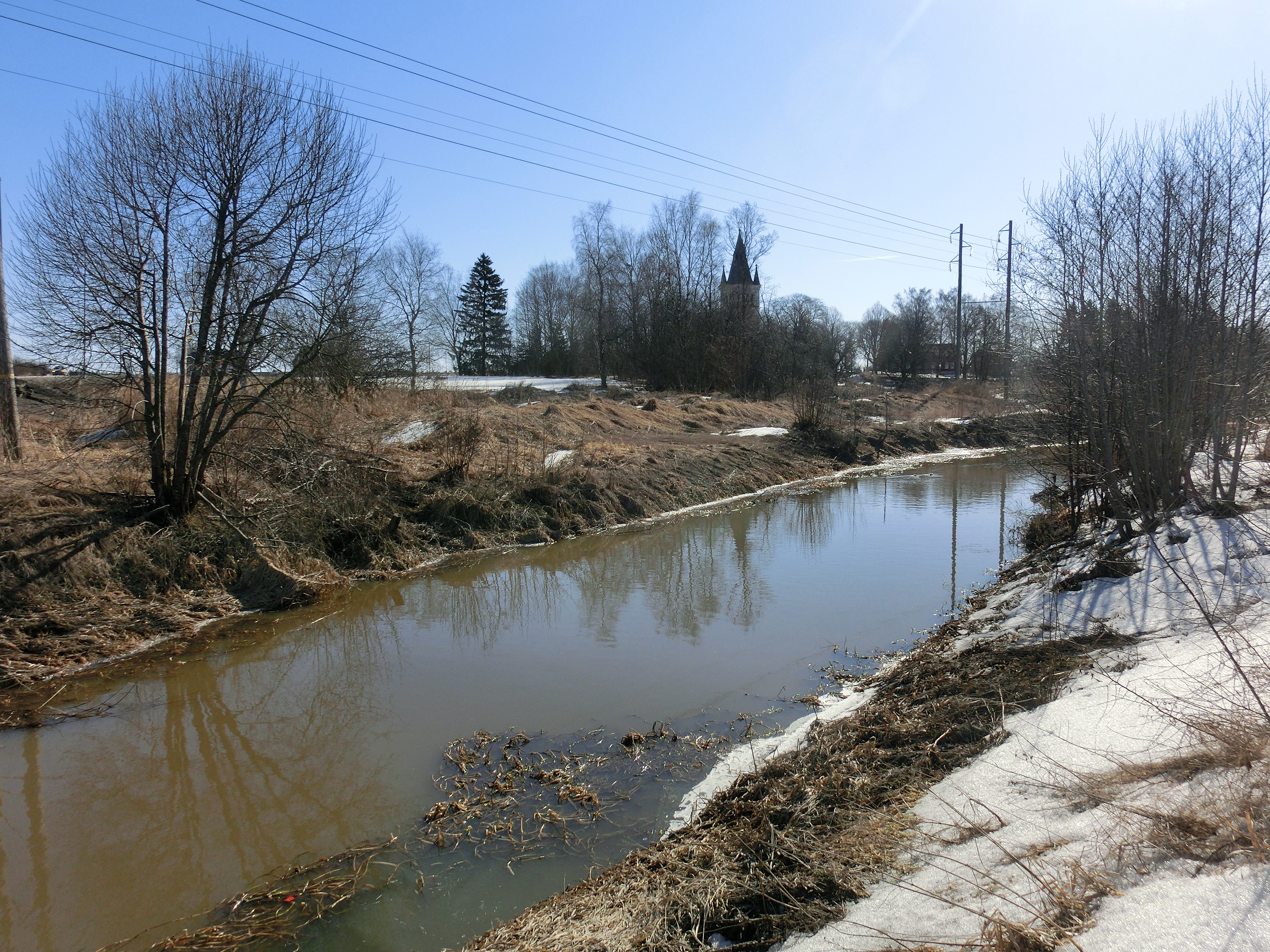
Sagån vid Norrby kyrka i Sala.

Sagån är en å i Uppland och Västmanland med en längd av 70 km inklusive källflöden och ett avrinningsområde om 857 km². Den är därmed större än det mer kända grannvattendraget Svartån i Västerås.
Sagån rinner upp norr om Broviken i Västerlövsta socken, Uppland. Ån rinner genom bland annat Klasbomyren, förbi Kronsågen, Kyllinge kvarn, Nyby, Skälby och Saladamm innan den passerar Sala och fortsätter söderut för att slutligen mynna vid Ängsön i Mälaren mellan Västerås och Enköping.
Ån utgör längs flera mil gränså mellan Västmanlands län och Uppsala län, och under en ännu längre sträcka gräns mellan landskapen Västmanland och Uppland.
Sagån har ett storslaget förflutet. Innan senaste istiden forsade den mäktiga Dalälven fram här. När isen smälte täpptes älvfåran igen strax söder om nuvarande Avesta och Daläven letade sig istället åt nordost till sin nuvarande mynning i Gävlebukten. Kvar blev lilla Sagån.
Sagån ingår i Norrströms huvudavrinningsområde.
Den på rödlistan upptagna fisken asp leker i Sagån.